# Bishop Sutton A.F.C.
Câu lạc bộ bóng đá Bishop Sutton là một câu lạc bộ bóng đá có trụ sở tại Bishop Sutton, Somerset, Anh. Đội hiện là thành viên của Western League Division One và thi đấu trên sân Lakeview.

## Lịch sử
Câu lạc bộ bóng đá Bishop Sutton ban đầu được thành lập vào những năm 1900, nhưng đã hoạt động trong chiến tranh. Câu lạc bộ hiện đại được thành lập vào năm 1977 với tư cách là một đội dưới 12 tuổi và tham gia Woodspring và District League. Khi đội bóng già đi, họ chuyển sang bóng đá dưới 16 tuổi, trước khi gia nhập Bristol & Avon League. Mùa giải 1980-81 câu lạc bộ đã giành được Somerset Junior Cup.
Năm 1983, Bishop Sutton chuyển đến Somerset County League, gia nhập Division One. Họ vô địch Division One ở nỗ lực đầu tiên, giành quyền thăng hạng lên Premier Division. Câu lạc bộ đã kết thúc với vị trí á quân tại Premier Division mùa giải 1989-90, và sau khi về thứ tư ở mùa giải tiếp theo, họ được nhận vào Division One của Western League. Mùa giải 1997-98 câu lạc bộ vô địch Division One và được thăng hạng lên Premier Division. Mặc dù đứng thứ hai từ dưới lên của giải đấu vào năm 2006-07, đội không bị xuống hạng và tiếp tục giành chức vô địch Premier Division mùa giải 2012-13. Tuy nhiên, câu lạc bộ đã không đăng ký để thăng hạng lên Southern League, và vì vậy vẫn ở lại Premier Division.
Tuy nhiên, sau khi Bishop Sutton vô địch giải đấu, huấn luyện viên Lee Lashenko đã từ chức. Câu lạc bộ sau đó đã đứng ở vị trí thứ ba của Premier Division mùa giải 2013-14 và xếp cuối giải trong mùa giải tiếp theo, dẫn đến việc xuống hạng đến Division One. Đội tiếp tục xếp cuối Division One 2015-16, nhưng không xuống hạng.

## Sân vận động
Câu lạc bộ hiện đại đã chơi tại Lakeview trên đường Wick Road kể từ khi thành lập. Một tòa nhà phụ thuộc quán rượu Butchers Arms gần đó được sử dụng làm phòng thay đồ cho đến khi một dãy phòng thay đồ mới được xây dựng. Sân hiện có có sức chứa 1.500 khán giả, trong đó 100 chỗ ngồi và 200 chỗ có mái che.

## Danh hiệu
- Western League
  - Vô địch Premier Division 2012-13
  - Vô địch Division One 1997-98
- Somerset County League
  - Vô địch Division One 1983-84
- Somerset Junior Cup
  - Vô địch 1980-81

## Kỉ lục
- Thành tích tốt nhất tại Cúp FA: Vòng loại thứ hai, 2003-04[4]
- Thành tích tốt nhất tại FA Vase: Vòng Ba, 1995-96[4]
- Kỉ lục số khán giả: 400 với Bristol City[1]